# Rožmitál pod Třemšínem
Rožmitál pod Třemšínem är en stad i Tjeckien.   Den ligger i regionen Mellersta Böhmen, i den centrala delen av landet, 70 km sydväst om huvudstaden Prag. Rožmitál pod Třemšínem ligger 524 meter över havet och antalet invånare är 4 245.
Terrängen runt Rožmitál pod Třemšínem är platt åt sydost, men åt nordväst är den kuperad.Runt Rožmitál pod Třemšínem är det ganska tätbefolkat, med 120 invånare per kvadratkilometer. Närmaste större samhälle är Příbram, 14,3 km nordost om Rožmitál pod Třemšínem. Trakten runt Rožmitál pod Třemšínem består till största delen av jordbruksmark.